# SM City North EDSA
Das SM City North EDSA ist ein am 8. November 1985 eröffnetes Einkaufszentrum in Quezon City auf den Philippinen. Es befindet sich zwischen der North Avenue und der EDSA, wonach der Gebäudekomplex benannt wurde. Zwischenzeitlich war das SM City North EDSA das zweitgrößte Einkaufszentrum auf den Philippinen. Zwischen 2008 und 2014 war es nach mehreren Erweiterungen gar das größte, ehe es vom SM Supermall abgelöst wurde. Laut Forbes war es zwischenzeitlich die zehntgrößte Shoppingmall der Welt. Betrieben wird das SM City North EDSA von SM Prime Holdings, einem lokalen Unternehmen, welches zugleich der größte Mall-Betreiber in Südostasien ist. Vom 1. bis zum 6. September 2009 fand in der Mall die Poolbillard-Weltmeisterschaft statt.

## Geschichte
Das Grundstück wurde im Jahr 1978 erschlossen. Die Pläne für den Bau des Einkaufszentrums waren allerdings recht schwammig ausgefallen. Henry Sy Senior, der Besitzer von SM Prime Holdings, war der Meinung, dass der Bau des Einkaufszentrums dem Regionalverkehr von und nach Luzon sowie den anderen annähernden Stadtteilen Manilas zugutekommen könnte. Die Bauarbeiten begannen im Jahr 1983 und waren zwei Jahre später abgeschlossen. Am 8. November 1985 wurde das SM City North EDSA offiziell eröffnet. Zu diesem Zeitpunkt betrug die Gesamtfläche des Gebäudekomplexes annähernd 125.000 Quadratmeter.
Am 25. November 2010 feierte die Shoppingmall ihr 25-jähriges Bestehen.

### City Center
Das City Center ist das Hauptgebäude des Einkaufszentrumkomplexes. Es wurde am 8. November 1985 offiziell eröffnet. Das Originalgebäude hatte lediglich drei Stockwerke. Ein viertes Stockwerk wurde gebaut, um der großen Nachfrage zu entsprechen. Das neu renovierte City Center besitzt ein kuppelförmiges Dachfenster. Das Zentrum des City Centers besitzt eine Vielzahl an Einkaufsmöglichkeiten, darunter die Hauptgeschäfte SM Store und SM Supermarkt. Auch befindet sich mit dem IMAX Theater ein Kino im Gebäude des City Centers. Es ist das zweite IMAX Theater auf den Philippinen. In der zweiten Etage befinden sich diverse Restaurants, Cafés und weitere Imbissmöglichkeiten.

### Interior Zone (Annex 1)
Der ehemalige Autoparkplatz oder Annex 1 war der erste Erweiterungsanbau der Mall. Es wurde im Februar 1988 fertiggestellt. Es handelte sich um einen Parkplatz über vier Etagen. In den 2000er Jahren wurden zwei weitere Etagen errichtet. Das Parkhaus ist über eine Fußgängerbrücke, welcher sich in der zweiten Etage befindet, mit dem Hauptgebäude (City Center) verbunden. Heute befindet sich an dem ehemaligen Parkhaus ein Lifestyle-Zentrum, das Interior Zone, welches im Juli 2009 eröffnet wurde.

### The Annex (Annex 2)
Das ursprüngliche Annex-Gebäude wurde Juli des Jahres 1989 erbaut und hieß damals The SM City Annex bestehend aus drei Fluren und einer Anbindung an das City Center. Es beherbergte rund 200 Geschäfte und Restaurants auf der einen und vier zusätzlichen Kinos, ein Bowlingcenter und eine Bingo-Halle auf der anderen Seite. Im Kellergeschoss befand sich neben dem administrativen Bürobereich auch eine kleine Schönheitsklinik. Im Jahr 2002 wurden die vier Kinos geschlossen; 2007 folgte die Schließung und der Abriss des kompletten Gebäudeteils. Im Dezember 2008 wurde das neue Annex mit neuen Geschäften, Restaurants, einem neuen Bowlingscenter und eine Videospielhalle eröffnet. Das neue Annex hat eine Fläche von 90.000 Quadratmetern.

### The Block (Annex 3)
Im Juli 2006 wurde The Block eröffnet. Der Gebäudeteil beinhaltet mehrere Geschäfte, vier Kinos, mehrere Restaurants und einen 10.000 Quadratmeter großen Hypermarkt. Der Komplex umfasst insgesamt rund 76.500 Quadratmeter.

### The North Link (Annex 4)
Der North Link liegt zwischen der Interior Zone und dem City Center, welches im Juli 2010 offiziell eröffnet wurde. Es beherbergt hauptsächlich Bürogebäude, aber vereinzelt auch kleinere Geschäfte. Der Nordkomplex ist über ein Brückensystem mit den anderen Gebäudekomplexen verbunden.

### Sky Garden und Skydome

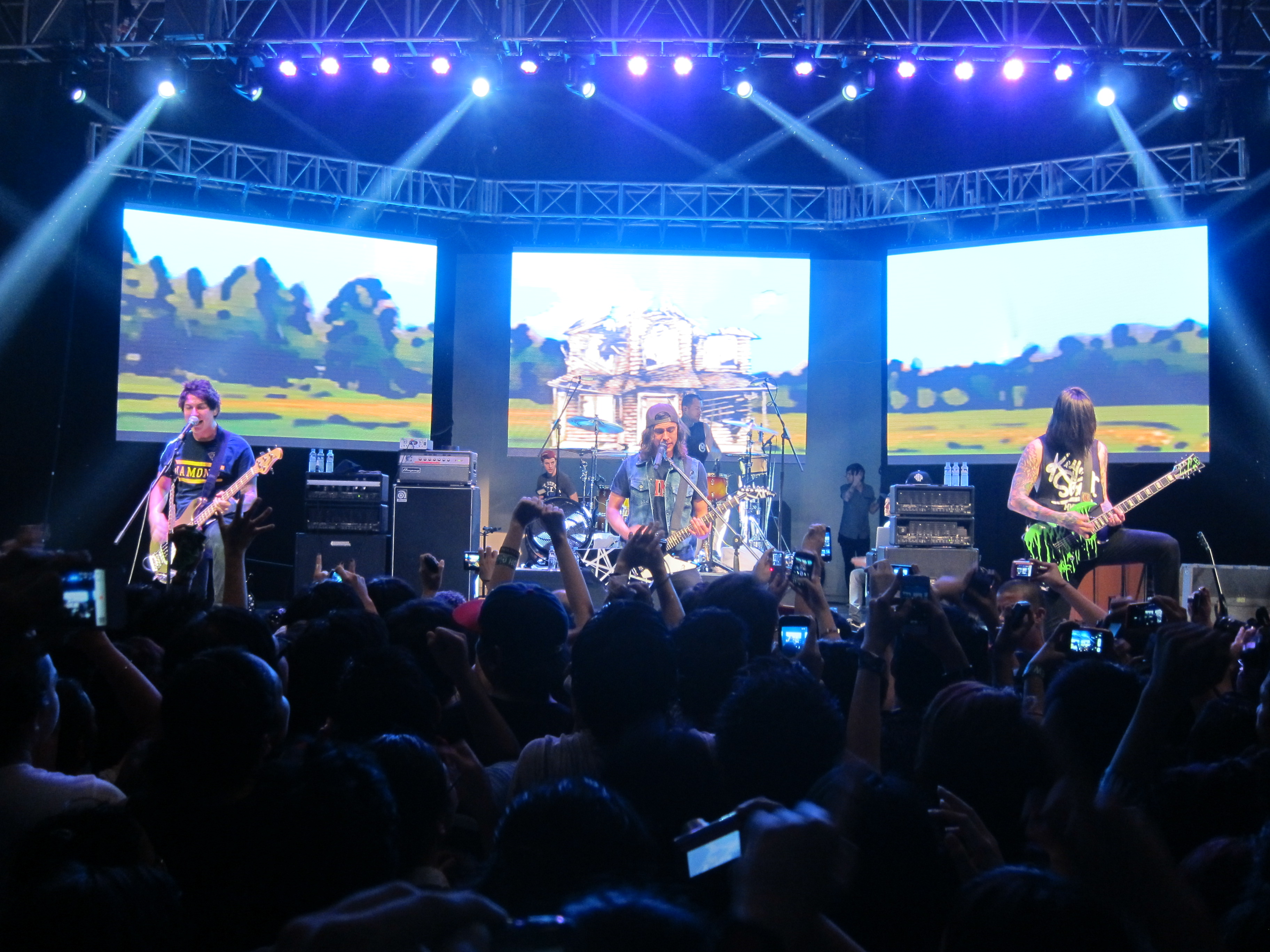
Pierce the Veil spielen im Skydome (2013).

Der Sky Garden ist ein langer, krummliniger Park. Er wurde 2009 eröffnet. Im Garten im Dachgeschoss wachsen 55 verschiedene Pflanzenarten. Ein modernes Drainagensystem ermöglicht eine Wasserkonservierung. Das Wassersystem im Sky Garden besitzt zwei Sprudler und einen simultanen Fluss im Center sowie Wasserfälle in der zweiten Etage des Sky Garden. Eine weitere Attraktion ist der Skydome, ein 1500 Menschen fassendes Veranstaltungszentrum. In diesem finden viele kulturelle Events statt, darunter auch Konzerte.